# Aleksej Kravtjenko
Aleksej Iljitj Kravtjenko, född 30 januari 1889, död 31 maj 1940, var en rysk målare och grafiker.
Aleksej Kravtjenko fick sin första skolning i Moskva under bland andra Konstantin Korovin, for 1905 till München för vidare utbildning och anträdde efter ett kort besök i Ryssland nya resor till Italien och Indien. Kravtjenko började sin verksamhet som landskapsmålare men drogs med åren alltmer till grafiken och illustrationskonsten. Med stor teknisk skicklighet gjorde han i lätt expressionistiskt manér illustrationer till verk av E.T.A. Hoffmann, Charles Dickens, Nikolaj Gogol med flera. Som exlibriskonstnär var han flitigt verksam, inom grafiken ägnade han sig framför allt åt träsnitt. Kravtjenko erhöll på internationella utställningen i Paris 1925 Grand prix för träsnitt.